# Akira Terakado
 (août 2013).
Akira Terakado (寺門 晃, Terakado Akira) est un peintre japonais du XXe siècle, né en 1935 à Ibaraki.

## Biographie
Akira Terakado naît en 1935 à Ibaraki.
Il participe à de nombreuses expositions de groupe depuis 1956.
En 1967, il obtient l'un des prix de la IVe Biennale des Jeunes Artistes de Tokyo.
En 1968, il figure à la IIIe Exposition d'Art Japonais Contemporain, au Mexique ; à l'Exposition d'Art Japonais Contemporain à Tokyo et à l'Exposition Orientation d'Art Moderne, à Kyoto.
En 1969, il obtient le Grand Prix de la Ve Biennale des Jeunes Artistes de Tokyo ; il participe aussi à l'Exposition d'Art Japonais Contemporain de Tokyo.
En 1970, il participe à la IVe Exposition d'Art Japonais Contemporain, en France.
Il montre plusieurs expositions personnelles au Japon depuis 1957, et une exposition personnelle à Paris, en 1970.
Dans une technique apparentée au dessin géométrique industriel, il construit des cubes dans des tonalités célestes, souvent aux perspectives aberrantes, qui s'élancent à l'assaut du ciel.